# Dōnan Isaribi Tetsudō
Die Dōnan Isaribi Tetsudō (jap. 道南いさりび鉄道, Dōnan isaribi tetsudō kabushiki-gaisha, engl. South Hokkaido Railway Co.) ist eine japanische Bahngesellschaft mit Sitz in Hakodate. Sie betreibt seit 2016 eine Linie im Süden der Insel Hokkaidō.

## Strecke und Rollmaterial
Befahren wird die Esashi-Linie, die einst im Besitz von JR Hokkaido war. Sie führt von Goryōkaku nach Kikonai (der Abschnitt westlich von Kikonai wurde 2014 stillgelegt). Sämtliche Züge verkehren ab Hakodate und nutzen bis Goryōkaku den südlichsten Abschnitt der Hakodate-Hauptlinie. Etwa die Hälfte aller Züge wenden in Kamiiso. Nach ihrem neuen Betreiber wird die Strecke auch als Dōnan-Isaribi-Tetsudō-Linie (道南いさりび鉄道線 Dōnan-Isaribi-Tetsudō-sen) bezeichnet.
Obwohl die Strecke mit 20 kV 50 Hz Wechselstrom elektrifiziert ist, setzt die Dōnan Isaribi Tetsudō Dieseltriebwagen ein. JR Hokkaido überließ neun Triebwagen des Typs KiHa 40.

## Aktionäre
Dōnan Isaribi Tetsudō ist eine so genannte Bahngesellschaft des dritten Sektors, die von lokalen Gebietskörperschaften getragen wird. Das Aktienkapital von 466 Millionen Yen ist wie folgt aufgeteilt:
- Präfektur Hokkaidō: 80,0 %
- Stadt Hokuto: 11,2 %
- Stadt Hakodate: 4,4 %
- Stadt Kikonai: 4,4 %

## Geschichte
Nach dem Baubeginn der teilweise parallel verlaufenden Hochgeschwindigkeitsstrecke Hokkaidō-Shinkansen im Jahr 2005 zeichnete sich ab, dass sich JR Hokkaido von der Esashi-Linie zurückziehen würde. Nach einer längeren Vorbereitungsphase gründete sich am 1. August 2014 eine neue Betreibergesellschaft, die am 24. Dezember desselben Jahres den Namen Dōnan Isaribi Tetsudō annahm. Am 26. März 2016, dem Tag der Eröffnung der Hokkaidō-Shinkansen, übernahm sie den Betrieb auf der Esashi-Linie.